# Altice Studio (filiale)
Pour les articles homonymes, voir Altice Studio.
Pour la chaîne de télévision, voir Altice Studio (chaîne de télévision).
Altice Studios est une société de production cinématographique et télévisuelle en prises de vue réelles, filiale d'Altice.

## Historique

Ancien logo d'Altice Studios jusqu'en 2017

Le 5 septembre 2016, Altice annonce la création d'une filiale destinée à créer des films et des séries originaux, dirigée par Nora Melhli.
En février 2018, Nora Melhli quitte Altice et crée sa propre société de production, Alef One. Elle continuera néanmoins à travailler avec Altice : elle continuera « à piloter des projets de production et de préfinancement d'oeuvres pour le compte d'Altice et SFR ».

## Productions originales

Logo des créations originales d'Altice depuis 2018

### Séries télévisées
- Les Médicis : Maîtres de Florence (2016-présent)
- Sirènes (2014-présent)
- Taken (2017-présent)
- The Same Sky (2017)[3]
- Riviera (2017-présent)[4]
- Tin Star (en) (2017-présent)[5]
- Britannia (2018-présent)[5]
- Juda (2017-présent)

### Films
- Altamira (2017)
- Place publique (2018)[5]